# 广宗郡
广宗郡，中国南北朝时设置的郡。
北魏太和十一年（487年）置广宗郡，属相州，治所在经县（今河北威县北五十里经镇）。不久废除，魏孝明帝孝昌年间复置广宗郡，治所在广宗县（今河北威县东南二十里古城），下辖广宗县、武强县、经县，隶属于冀州。辖境约当今河北省威县及广宗县东部、清河县西部。中兴年间，广宗县分为南广宗县、北广宗县。东魏属司州。北齐天保七年（556年）废除广宗郡。北周建德七年（578年）复置广宗郡，属贝州，治所在武强县（今威县北），下辖武强县、广宗县。隋文帝开皇三年（583年）废除广宗郡，武强县、广宗县直属贝州。